# Milharado
Milharado ist eine Gemeinde (Freguesia) im portugiesischen Kreis Mafra. In ihr leben 7645 Einwohner (Stand 19. April 2021).